# Cerasijeva kapela
Cerasijeva kapela ali kapela Marijinega vnebovzetja (italijansko Cappella Cerasi, Cappella dell'Assunta) je ena od stranskih kapel v levem transeptu bazilike Santa Maria del Popolo v Rimu. Vsebuje pomembne slike Michelangela Merisija da Caravaggia in  Annibale Carraccija, dveh najpomembnejših mojstrov italijanske baročne umetnosti, iz let 1600–1601.

## Zgodovina

### Predhodnica: Foscarijeva kapela
Pred sedanjo stavbo je bila na istem mestu druga pogrebna kapela posvečena Devici Mariji. Zgradil jo je Pietro Foscari, beneški kardinal. Johann Burchard v svojem dnevniku zapiše, da je kardinal umrl 11. avgusta 1485. »Njegovo truplo so nato prenesli v mesto in ga dali za pokop v kapeli cerkve Santa Maria del Popolo, ki jo je sam zgradil«. Ta gradnja je očitno povezana s splošno obnovo bazilike, ki jo je leta 1472 začel papež Sikst IV. Beneški kardinal je bil vplivna oseba na rimskem dvoru in italijanski politiki. Zdi se očitna odločitev, da si je zgradil kapelo v papeževi najljubši cerkvi na zelo vidnem mestu v levem transeptu. Gradnja bi se lahko začela leta 1476.
Kapelo je pokrival [[banjast obok]g z globino, ki je bila enaka loku papeške kapele iz 15. stoletja. Po mecenovi volji je bil sarkofag, v katerem naj bi bili njegovi posmrtni ostanki, postavljen v središče stavbe. Zaradi posebne postavitve in vidnosti je bil sarkofag okrašen na vseh štirih straneh. Ta razporeditev se je bistveno razlikovala od florentinskih stenskih grobnic bazilike. Verjetno jo je oblikoval Pollaiuolo po grobnici papeža Siksta IV. ali še bolj po drugih kiparskih delih iz 15. stoletja v mestu Siena. Ta nagrobni spomenik je edini preostali ostanek porušene kapele. Zdaj je postavljen v kapeli Costa v desni ladji.
Bronasto nagrobno podobo pripisujejo sienskemu kiparju Giovanniju di Stefanu, privržencu Vecchiette, ki so ga naročili dediči kardinala Pietra Foscarija in je za modeliranje obraza uporabil pogrebno masko.

### Kapela Tiberija Cerasija
Pokroviteljske pravice nad kapelo je 8. julija 1600 kupil monsinjor Tiberio Cerasi, generalni zakladnik papeža Klemena VIII. Kapelo je odkupil od bratov avguštincev z možnostjo, da jo prezida in okrasi »na način in v obliki«, kot je želel. Stavbo je preoblikoval Carlo Maderno, ki je bil v kodicilu Cerasijeve oporoke z dne 2. maja 1601 omenjen kot arhitekt še vedno nedokončane kapele.
Septembra je Cerasi podpisal pogodbo s Caravaggiom za slikanje dveh plošč na stranskih stenah; pogodba z Annibalom Caraccijem za oltarno sliko ni ohranjena. Naročila sta prejela vodilna umetnika v Rimu tistega časa. Caracci je naslikal Marijino vnebovzetje, medtem ko je Caravaggio na stranskih stenah upodobil Spreobrnjenje sv. Pavla in Križanje sv. Petra. Cerasijeva izbira Marijinega vnebovzetja za oltar se zdi dovolj preprosta, medtem ko sta drugi dve sliki počastili apostola, ki sta osrednji del temelja katoliške cerkve, pa tudi priljubljene protireformacijske teme spreobrnjenja in mučeništva. Michelangelov precedens za to jukstapozicijo v Cappella Paolina v Apostolski palači je že obstajal. Sveti Peter in Pavel sta bila tudi zavetnika Rima in sta imela močno povezavo s papeštvom. Ker Tiberio Cerasi ni pripadal rimski aristokraciji in si je kariero ter bogastvo ustvaril v rimski kuriji, je bilo pomembno poudariti njegovo bližino papeški oblasti in rimski Cerkvi.
Prve različice Caravaggiovih slik je pokrovitelj zavrnil, nato pa je Caravaggio namesto cipresovih plošč, kot je bilo prej določeno, naslikal dve platni. Zgodbo o zavrnitvi prvih različic je zapisal Giovanni Baglione v svojem Življenju Caravaggia iz leta 1642.
Tiberio Cerasi je umrl 3. maja 1601 in bil pokopan v kapeli. V svoji oporoki je bolnišnico Madonna della Consolazione imenoval za svojega dediča z odgovornostjo za dokončanje nedokončane kapele. Annibalejeva oltarna slika je bila takrat verjetno že končana, medtem ko je bil Caravaggio za svoje delo plačan 10. novembra 1601. Slike je maja 1605 končno namestil v kapelo lesar Bartolomeo, kapela pa je bila posvečena 11. novembra 1606.
Kapelo je leta 1853 pridobil potomec družine, Antonio Cerasi, grof Monterado, ki jo je pozneje obnovil.

## Opis
Kapelo podolgovate oblike sestavljata predprostor in ožji banjasto obokan kor z oltarjem. Prostor je slabo osvetljen s svetlobo, ki prihaja skozi lunetno okno na zadnji steni. Obokan vhod zapira balustrada iz pisanega marmorja. Osrednja točka arhitekture je oltar. Zgrajena je bila iz belega in pisanega marmorja v obliki edikule, ki jo krasita dva velika korintska stebra, dva polpilastra in lomljen zatrep. Grb Cerasijev je upodobljen v središču vitražne lunete. Od zunaj je kapela nevidna, saj jo obrobljajo sosednji deli bazilike in ozko, obzidano dvorišče. Arhitekt je spretno povečal zelo majhen prostor, ki je ostal med prezbiterijem (na desni) in Teodolijevo kapelo iz 16. stoletja (na levi), in ustvaril vtis »miniaturne cerkve z latinskim križem, skupaj s transeptom, kupolastim križiščem in korom. Ladja [...] je oskrbljena z obiskovalčevim gibanjem, njegovim občutkom za smer in osredotočenost.«
Caravaggiove dramatično osvetljene in skrajšane slike so namenjene gledanju s strani in ne naravnost, ter pritegnejo pogled na Carraccijevo spredaj predstavljeno Vnebovzetje, tako da je kapela estetsko združena kljub zelo različnim slogom obeh umetnikov. Po Steinbergu svetloba na Caravaggiovih slikah prihaja iz naslikanega neba na oboku predprostora, v katerem prebiva golob Svetega Duha. Po drugi strani pa Varriano trdi, da se zdi, da je vir svetlobe okno svetlobnega nadstropja čez transept.
Kapela je urejena v razkošnem baročnem slogu. Freske na kratkem banjastem oboku kora prikazujejo Marijino kronanje (osrednji medaljon) in vizije sv. Petra in Pavla, Domine quo vadis in Sv. Pavla, prepeljanega v tretja nebesa (stranske plošče), oboje v bogatem pozlačenem štukaturnem okvirju. Okvir osrednjega medaljona držijo štirje štuko putti. Slike je izdelal Innocenzo Tacconi, sposoben pomočnik Annibale Carraccija, vsaj prizor kronanja je oblikoval sam Carracci. To dokazuje podrobna pripravljalna risba Kristusovega lika v skoraj enakem položaju kot na izvedeni freski, ki je bila ohranjena v Louvru. Veliko manj dodelano skico srečanja Kristusa in sv. Petra pred mestnimi vrati, ki jo je za ploščo Domine quo vadis naredil Carracci, je v zbirki Albertine prepoznal Hans Tietze. Baglione je desno ploščo identificiral kot Pavla v tretjih nebesih (omenjenega v Drugem pismu Korinčanom), medtem ko drugi menijo, da predstavlja Kristusa, ki Pavlu ukazuje, naj zapusti Jeruzalem (Apd 22,17–21) ali celo sintezo obeh epizod. Postavitev freske je nebeška s Kristusom, obdanim z angeli in ležečim na oblakih. Na desni je ozvezdje Velikega medveda, morda skriti podpis Annibala, ki igra na sozvočje besede carro (kar pomeni voz, ozvezdje je znano tudi kot Grande Carro v italijanščini) in njegovega lastnega priimka Carracci.
Ikonografsko so stranske plošče »povezane s Caravaggiovimi slikami v tem, da prikazujejo božanski vzrok tega, kar gre pod njimi«. Podobno je prizor kronanja postavljen nad Carraccijevo Marijino vnebovzetje kot neposredno nadaljevanje. Obok tvori nebesno območje v tesnem stiku s tremi znamenitimi slikami spodaj. Ta razmerja kažejo, da so umetniki delovali v kompozicijskem okviru, ki ga je zasnoval mecen oziroma še bolj njegov prijatelj in umetniški svetovalec, markiz Vincenzo Giustiniani. (Da je Caravaggio prejel 50 scudijev kot predplačilo od Giustinianija, ko je podpisal pogodbo za obe sliki, je morda namig na njegovo vlogo.)
Notranjost oboka med korom in predprostorom je okrašena s štukaturami iz belega zlata z dvema puttoma, ki držita venec (zgoraj) in angeli, ki igrajo na harfo in piščal (nad vencem). Štukaturni okras na stebrih je podoben, vendar so figurativne plošče pozlačene. Plošče so neposredno povezane s slikami Caravaggia, saj prikazujejo epizode iz življenja svetega Petra in Pavla. Epizode iz Pavlovega življenja so na desni (od zgoraj navzdol): Pavel in Barnaba v Listri zavrneta daritev bika, ki ga je izvedel Jovejev duhovnik (Apd 14,8–18); Savlov krst s strani Ananija (Apd 9,10–21) in Kamenjanje Štefana (Apd 7,54–60), ki jima je bil Savel priča, ko je stražil plašče krvnikov. Epizode iz Petrovega življenja so na levi (od zgoraj navzdol): Peter osvobojen iz ječe (Apd 12,6–11); Padec Simona Maga (Dejanja Petra XXXII.) ter Peter in Janez zdravita pohabljenega (Apd 3,1–10). Spodnji del sten do višine 2,2 m od tal je obložen z lažnim poslikanim marmorjem, prepredenim s pravimi belimi in črnimi marmornimi ploščami. Ostale površine so okrašene z gostimi belo-zlatimi cvetličnimi motivi.
Freske v predprostoru kapele prikazujejo Svetega Duha v osrednjem ovalnem medaljonu in evangeliste z običajnimi simboli in pomožnimi putti na zlatem ozadju. V dveh lunetah so cerkveni očetje (sveti Avguštin in Hieronim; sveti Ambrož in Gregor Veliki). Ovalna oblika se ponovi v vzorcu terakotnega tlaka. Giovanni Baglione je v svojih Življenjih pripisal freske v predprostoru Giovanniju Battisti Ricciju. Atribucijo na splošno sprejemajo sodobni učenjaki. V Louvru sta ohranjeni dve pripravljalni študiji za lunete. Zdi se, da štirje zlati putti v spandrelih podpirajo obok. Ker je bil Giovanni Battista Ricci v primerjavi s Carraccijem in Caravaggiom zanesljiv, a precej povprečen umetnik, so ga dediči Tiberija Cerasija verjetno izbrali, da bi dokončal nedokončano kapelo na hiter in ekonomičen način.
Na stranskih stenah predprostora sta pogrebna spomenika, eden za Tiberija Cerasija, ustanovitelja kapele na levi ter drugi za njegovega očeta Stefana Cerasija (†1575) in njegovo mater Bartolomeo Manardi na desni (†1573). Gre za značilne baročne zidne spomenike z vklesanimi doprsnimi kipi pokojnikov v ovalnih nišah, ukrivljenimi lomljenimi pedimenti in dolgimi epitafi. Izbočene glave so obrnjene proti oltarju. Spomeniki imajo poslikana ozadja z bogatimi draperijami in gorečimi žarami. Sama grobnica, kjer so bili pokopani njegov oče, mati in brat, je omenjena v oporoki Tiberija Cerasija leta 1598; verjetno je bila pod tlemi transepta.
Neoklasicistična grobnica Terese Pelzer, mlade Nemke iz Aachna in žene grofa Antonia Cerasija, je bila vstavljena v steno pod spomenikom Tiberija Cerasija iz 19. stoletja. Umrla je leta 1852 pri 27 letih pri porodu in njen otrok je umrl z njo. Njuno skulpturo je ustvaril Giuseppe Tenerani, ki je spomenik dokončal leta 1857. Latinski napis na grobu pravi: Post tenebras spero lucem (Po temi upam na svetlobo). Tereza Pelzer je upodobljena speča na svoji postelji, na prsih pa drži mrtvega otroka. Dobrotnik javne bolnišnice San Giacomo degli Incurabili Paolo M. Martinez (†1833) je bil pokopan pod tlakom, vendar je bil njegov spomenik postavljen na zunanji levi steber.

## Galerija
- Križanje sv. Petra (Caravaggio)
- Marijino vnebovzetje (Carracci)
- Spreobrnjenje svetega Pavla (Caravaggio)
- Kapela iz transepta
- Freske Innocenza Tacconija na oboku
- Skice za ploščo Domine quo vadis
- Freske Giovannija Battista Riccija v predprostoru: Sveti Duh in evangelisti.
- Leva stranska stena
- Desna stranska stena
- Spomenik Stefana Cerasija
- Tlak
- Sveta Avguštin in Hieronim
- Sveta Ambrož in Gregor Veliki
- Pripravljalni elaborat za poslikavo lunete
- Pripravljalni elaborat za poslikavo lunete
- Spomenik Paola M. Martineza, dobrotnika (na zunanjem levem stebru), katerega grob je v tlaku kapele